# 梅沢節男
梅沢 節男（うめざわ せつお、1931年5月9日 - 2013年11月12日）は、日本の大蔵官僚。国税庁長官、公正取引委員会委員長などを歴任した。

## 来歴・人物
旧制滋賀県立膳所中学校（現・滋賀県立膳所高等学校）を経て、京都大学法学部を卒業。同年、大蔵省に新制後期組で入省。同期に西垣昭（海外経済協力基金総裁、大蔵事務次官、主計局長、大臣官房長、理財局長、経済企画庁長官官房長）、大竹宏繁（大和銀行総合研究所初代理事長、経済企画庁事務次官、経済企画審議官）ら。
1982年当時、次官だった高橋元は元主税局長で、田中角栄内閣において税制二課長だった際、自動車新税を企画立案するなど税のエキスパートとして知られていた。省内では第二臨調が打ち出した「増税なき財政再建」が建前にすぎず、いずれ大型増税に踏み切ることを予想し、従来の主計局長 - 大蔵事務次官という省内バランスを崩して主税出身の高橋を次官に据え、福田幸弘主税局長（のち国税庁長官）とのラインでその布陣を敷いた。そして、その秘蔵っ子として大阪国税局長から異例の二段跳びで梅沢が主税局長に抜擢され、同総務課長には内海孚（のち財務官）が就任した。
主税局長在任中は、消費税導入問題や、少額貯蓄非課税制度（通称 マル優）改革、さらにグリーンカード導入の際の税徴収問題などに当たる。利子配当課税問題が紛糾した際、梅沢は、課税の公平を保つには、マル優預金や郵便貯金の利子にも定率課税すべきだと主張。与野党300余人の郵政族議員が猛反発したが、これにほとんど1人で立ち向かい、自民党税調で最後まで筋を通した。
国税庁長官時代、女性査察官を主人公にした伊丹十三監督のヒット映画「マルサの女」の制作では、「内容には口を挟まないので、自由にやって下さい」と全面協力した。
長官退職後は公正取引委員会委員長や日本興業銀行副頭取を歴任した。公取委委員長在任時は、豊富な政財界人脈を駆使し、公取委職員を伴わずお忍びで法案などの根回しを行った。1991年5月、公取委はゼネコン業界の談合組織である埼玉土曜会に立ち入り検査に入り、刑事告発の動きをとる。これを巡って、中村喜四郎衆議院議員が告発を回避するよう梅沢に圧力をかけたことが引き金となり、ゼネコン汚職事件が表面化した。
2013年11月12日、下咽頭がんのため死去。82歳没。

## 略歴
- 旧制滋賀県立膳所中学校（現・滋賀県立膳所高等学校）卒業
- 1953年 京都大学法学部卒業、同年大蔵省に新制後期組入省（銀行局検査部）
- 1953年8月 銀行局特殊金融課
- 1955年7月 南九州財務局金融課
- 1957年10月 大阪国税局総務課
- 1958年11月 管財局接収貴金属監理官付
- 1959年6月 管財局貴金属第一課企画係長[4]
- 1960年7月 紋別税務署長
- 1961年7月 甲府税務署長
- 1962年7月 国税庁長官官房会計課課長補佐
- 1964年9月 東京国税局総務部総務課長
- 1966年8月 主計局主計官補佐（労働係）
- 1968年7月 主計局主計官補佐（防衛第一係）
- 1969年8月 新東京国際空港公団経理課長
- 1971年7月 行政管理庁行政管理局管理官
- 1973年7月 主計局主計官（厚生・労働担当）
- 1976年6月 主税局総務課長
- 1978年6月 名古屋国税局長
- 1979年7月 主税局担当審議官
- 1981年 大阪国税局長
- 1982年 主税局長
- 1985年6月 国税庁長官（1987年6月まで）
- 1987年9月 公正取引委員会委員長（1992年まで）

## 参考・関連書籍
- 神一行『大蔵官僚―超エリート集団の人脈と野望』講談社、1982年。ISBN 4062001020 pp.175-176
- 村山治『市場検察』文藝春秋、2008年。ISBN 4163701605